# Тарара
Тарара (ісп. Tarara) — місто на Кубі, розташоване на березі моря за 20 км схід від Гавани.
У Тарарі є лікувально-оздоровчий центр. Центр має 504 житлові приміщення, шпиталі. На території центру є школа, де викладають українські вчителі, до речі, це перша українська загальноосвітня школа за кордоном.
У Тарарі проводиться діагностика захворювань та лікування дітей з онкогематологічними та дерматологічними захворюваннями. Спеціально для обстеження українських дітей відкрита лабораторія радіобіологічних вимірювань, здійснюється комп'ютерний облік та контроль стану здоров'я дітей.
На лікування до Республіки Куба направляються переважно діти-сироти, діти, позбавлені батьківського піклування, діти з неповних та багатодітних сімей. Для них організовано навчання та виховання, забезпечено їх підручниками та навчальними посібниками.
У 2007 році місто почало приймати китайських студентів, особливо випускників середньої школи. Це проект, в рамках якого кубинський уряд надає стипендії та пільги для цих китайців для вивчення іспанської мови.